# Makano
Makano is een gemeente (commune) in de regio Kayes in Mali. De gemeente telt 11.000 inwoners (2009).
De gemeente bestaat uit de volgende plaatsen:
- Balandougou
- Banankoro
- Banko
- Bendougou–Coura
- Diabala
- Djéguila
- Goro
- Kamansirkama
- Kary
- Kotédo
- Makano
- Niamafé
- Pathéla
- Sanansaba
- Sékoroni